# Зура (село)
Зура́ (рос. Зура) — село в Ігринському районі Удмуртії, Росія. В минулому адміністративний центр Зуринського району.

## Населення
Населення — 2595 осіб (2010; 2846 в 2002).
Національний склад станом на 2002 рік:
- удмурти — 82 %

## Урбаноніми[3]
- вулиці — Берегова, Березова, Вишнева, Гірська, Горобинова, Заводська, Зарічна, Кірова, Кооперативна, Леніна, Лікарняна, Лісова, Лучна, Луначарського, Льонозаводська, Максима Горького, Меліоративна, Миру, Молодіжна, Мувирська, Набережна, Нова, Підлісна, Польова, Праці, Пролетарська, Пушкіна, Радгоспна, Радянська, Садова, Сонячна, Стрєлкова, Чапаєва, Шкільна
- провулки — Польовий

## Відомі особистості
В поселенні народився:
- Суворова Маргарита Миколаївна (1938—2014) —  естрадна співачка.